# I moralisti
I moralisti è il secondo album del gruppo musicale indie pop italiano Amor Fou, pubblicato il 30 aprile 2010 per l'etichetta EMI.

## Descrizione
Il disco era stato proposto a due etichette indipendenti, che però lo rifiutarono. Successivamente la rivista Blow Up, precedentemente all'uscita dell'album, recensì in maniera entusiasta il lavoro, nominandolo disco del mese. Così il gruppo fu contattato dalla EMI.
Musicalmente il disco abbandona l'influenza dell'elettronica usata nel precedente La stagione del cannibale (2007), complice anche il cambio di formazione (rimasti Raina e Rescigno a cui si aggiungono Paolo Perego e Giuliano Dottori) rimane un disco completamente analogico che riesce probabilmente meglio nell'intento di raccontare storie.
Il disco cita personaggi reali, vissuti tra gli anni '50 e gli anni '80, che sono esempi di "moralità", permettendo all'ascoltatore una riflessione anche sul nostro tempo: tra gli altri il bandito Enrico De Pedis (De Pedis), una ragazza omosessuale tormentata (Anita), una madre piena di sensi di colpa (Le promesse), un prete attratto da un ragazzo (Un ragazzo come tanti), un anziano emarginato (Il mondo non esiste) e Brunetta (a.t.t.e.n.u.r.B.). L'album si chiude con la bonus track "L'ultima occasione", cover del brano portato al successo da Mina.
Il disco è tra i cinque finalisti del Premio Tenco come "Album dell'Anno 2010". Gli Amor Fou si classificheranno al terzo posto, dietro Carmen Consoli con Elettra e i Têtes de Bois con Goodbike.
Dall'album verranno estratti i singoli De Pedis (brano su Enrico De Pedis, boss della Banda della Magliana), Le Promesse e Dolmen.

## Tracce
1. Intro – 0:18
2. De Pedis – 4:04
3. Anita – 4:07
4. Le promesse – 4:32
5. Peccatori in blue jeans – 3:51
6. Il mondo non esiste – 4:46
7. Filemone e Bauci – 7:53
8. Cocaina di domenica – 3:47
9. Un ragazzo come tanti – 5:08
10. a.t.t.e.n.u.r.B. – 3:17
11. Il sesso degli angeli – 5:19
12. Dolmen – 4:20
13. I moralisti – 1:40
14. L'ultima occasione – 3:32

## Formazione
- Alessandro Raina - voce, chitarre
- Giuliano Dottori - chitarre
- Paolo Perego - basso
- Leziero Rescigno - batteria